# Germanato de cobre
O germanato de cobre (CuGeO3) é um material semicondutor de bandgap direto que exibe excelentes propriedades ópticas, eletrônicas, catalíticas e magnéticas, sendo o primeiro exemplo de um material inorgânico apresentando a transição spin-Peierls.
1. ↑  Suzuki, V. Y.; Amorin, L. H. C.; de Paula, N. H.; Albuquerque, A. R.; Li, M. Siu; Sambrano, J. R.; Longo, E.; La Porta, F. A. (1 de março de 2021). «New insights into the nature of the bandgap of CuGeO3 nanofibers: Synthesis, electronic structure, and optical and photocatalytic properties». Materials Today Communications (em inglês). 101701 páginas. ISSN 2352-4928. doi:10.1016/j.mtcomm.2020.101701. Consultado em 26 de outubro de 2021